# مگس‌های خنجری
مگس‌های خنجری (نام علمی: Empididae) نام یک تیره از فروراسته مگس‌خانگی‌شکلان است.

## نگارخانه

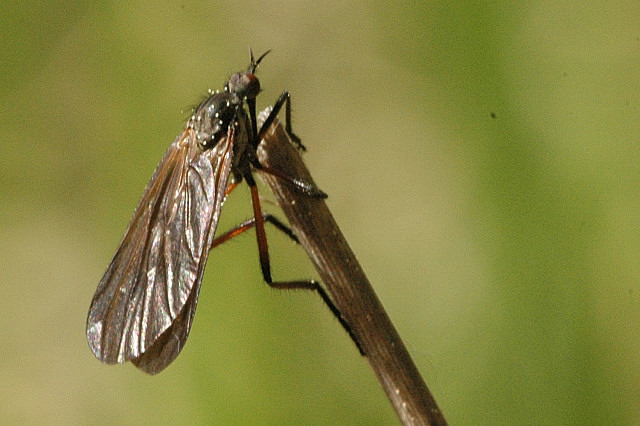
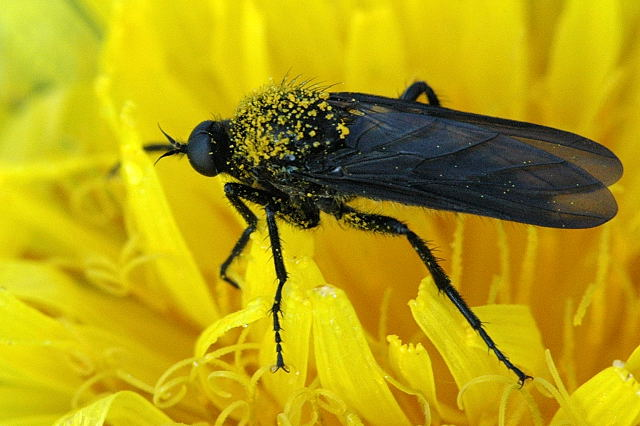
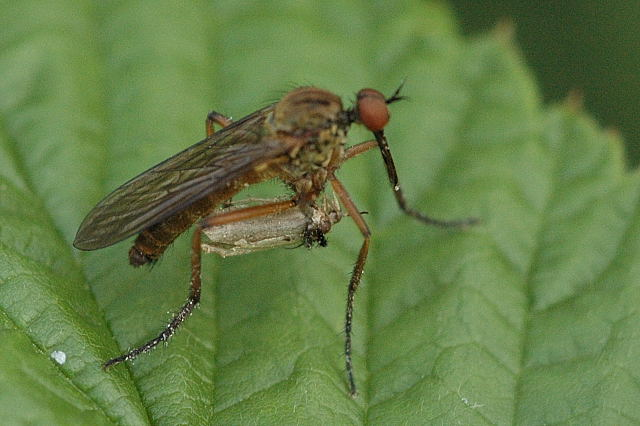
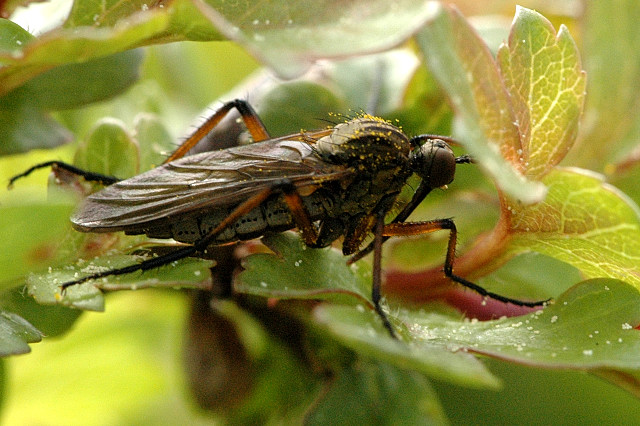
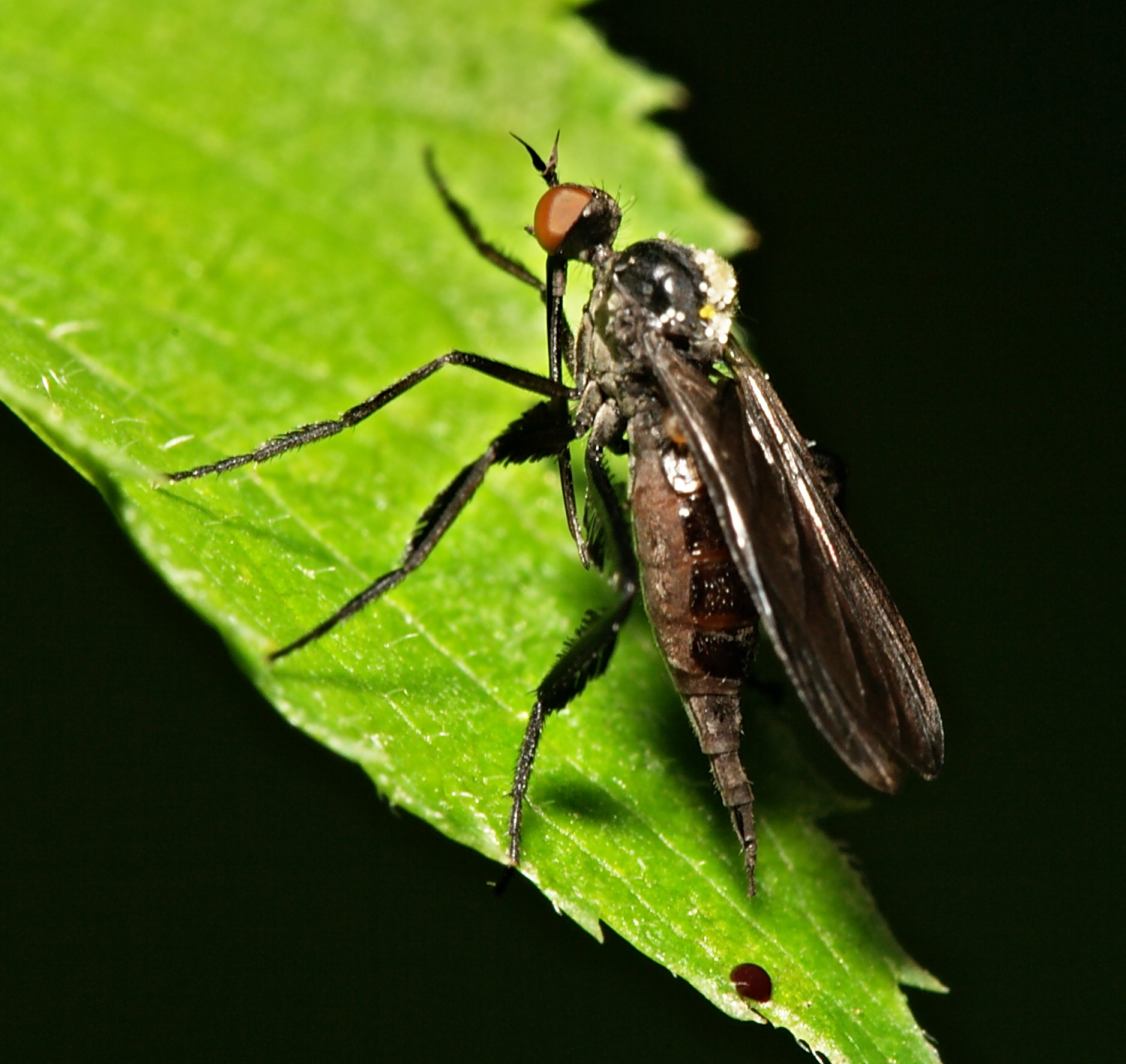
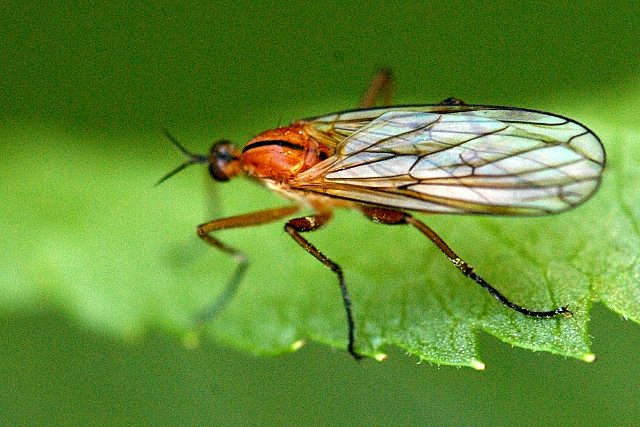
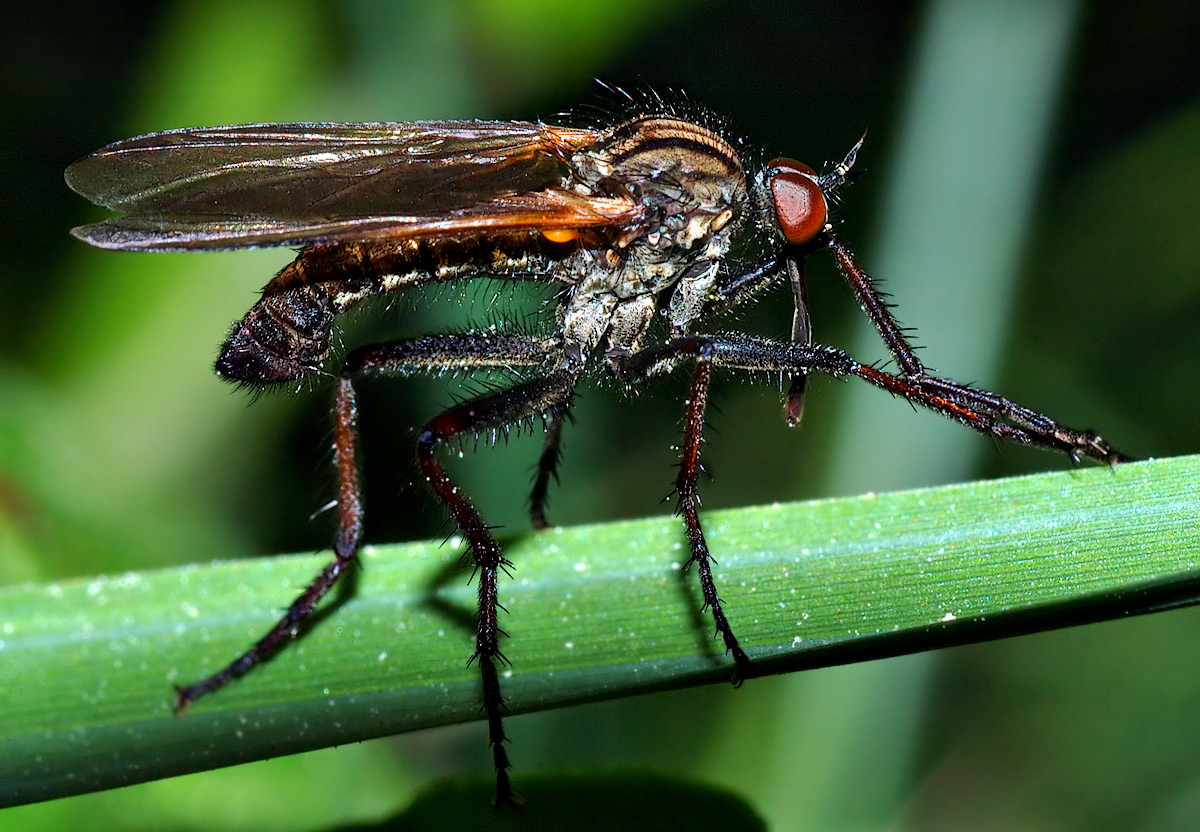
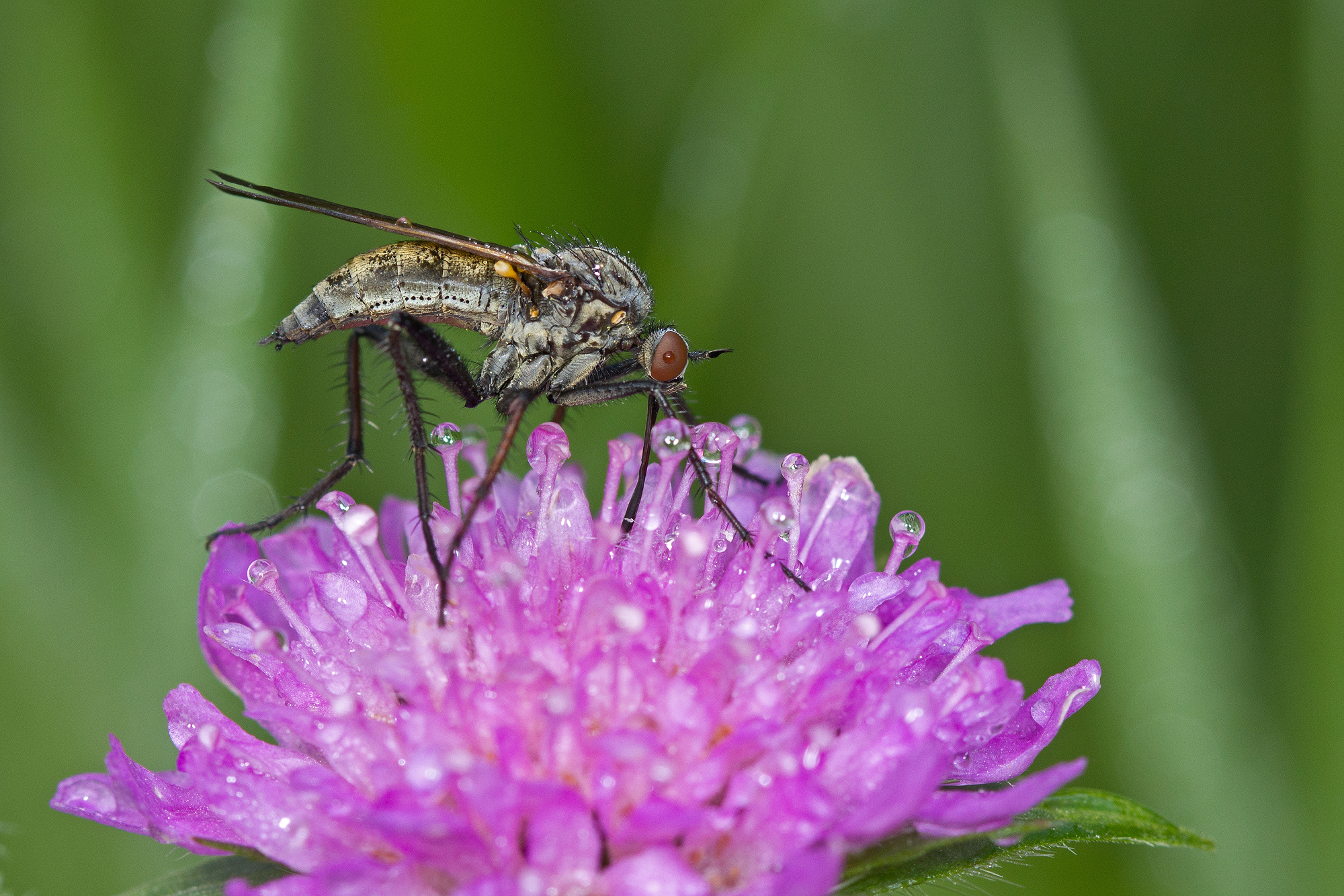
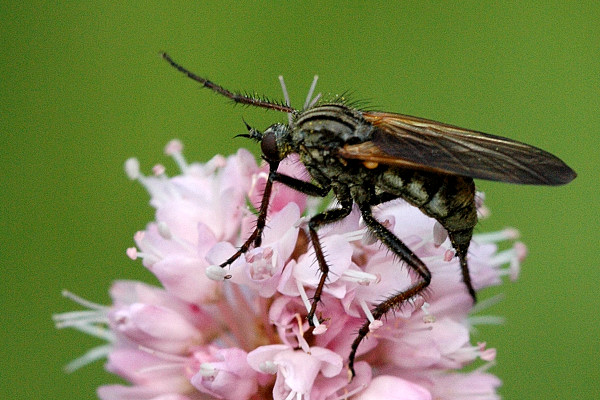
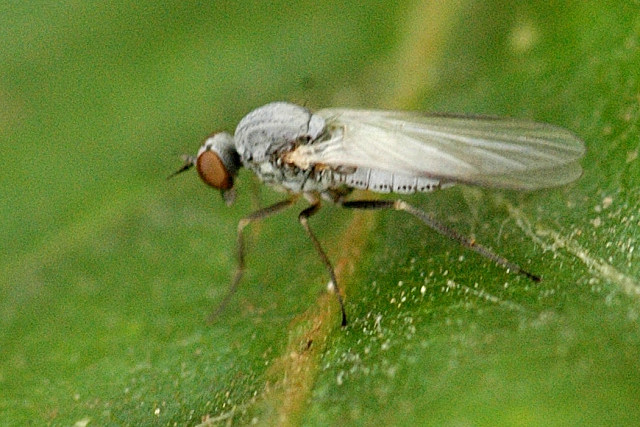
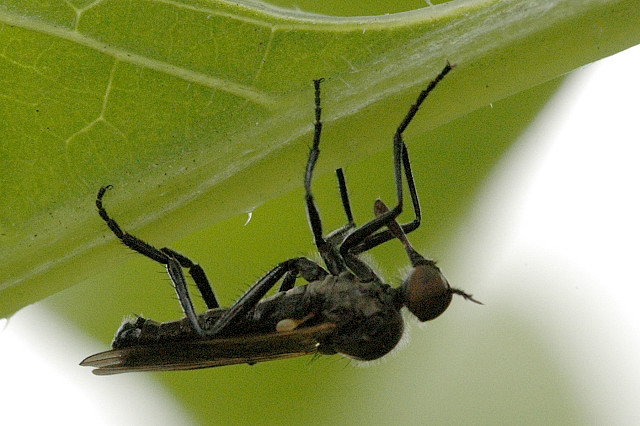
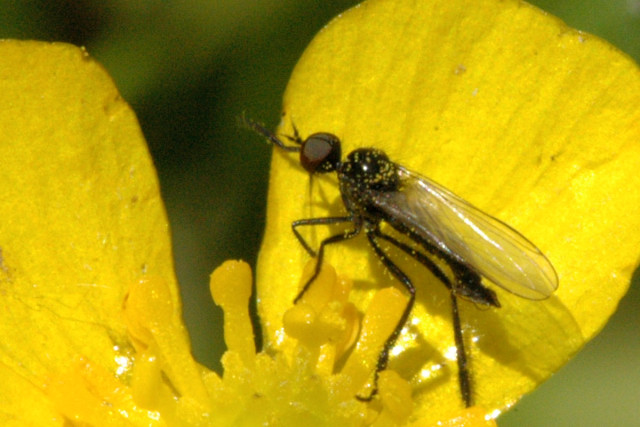
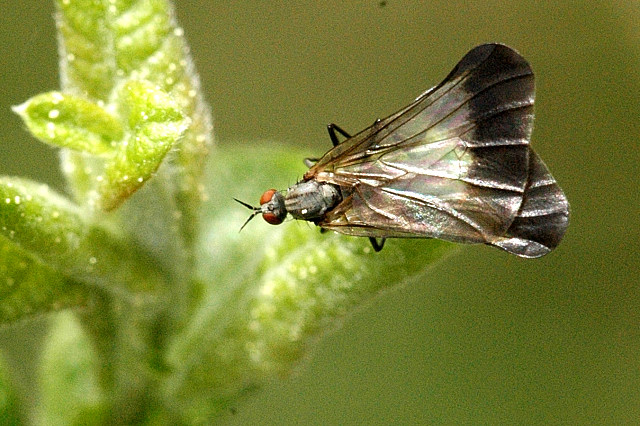
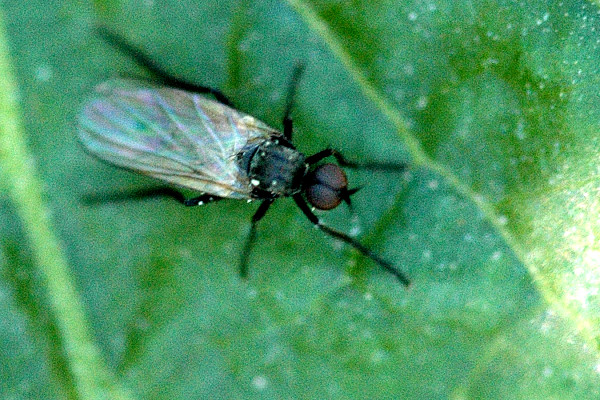
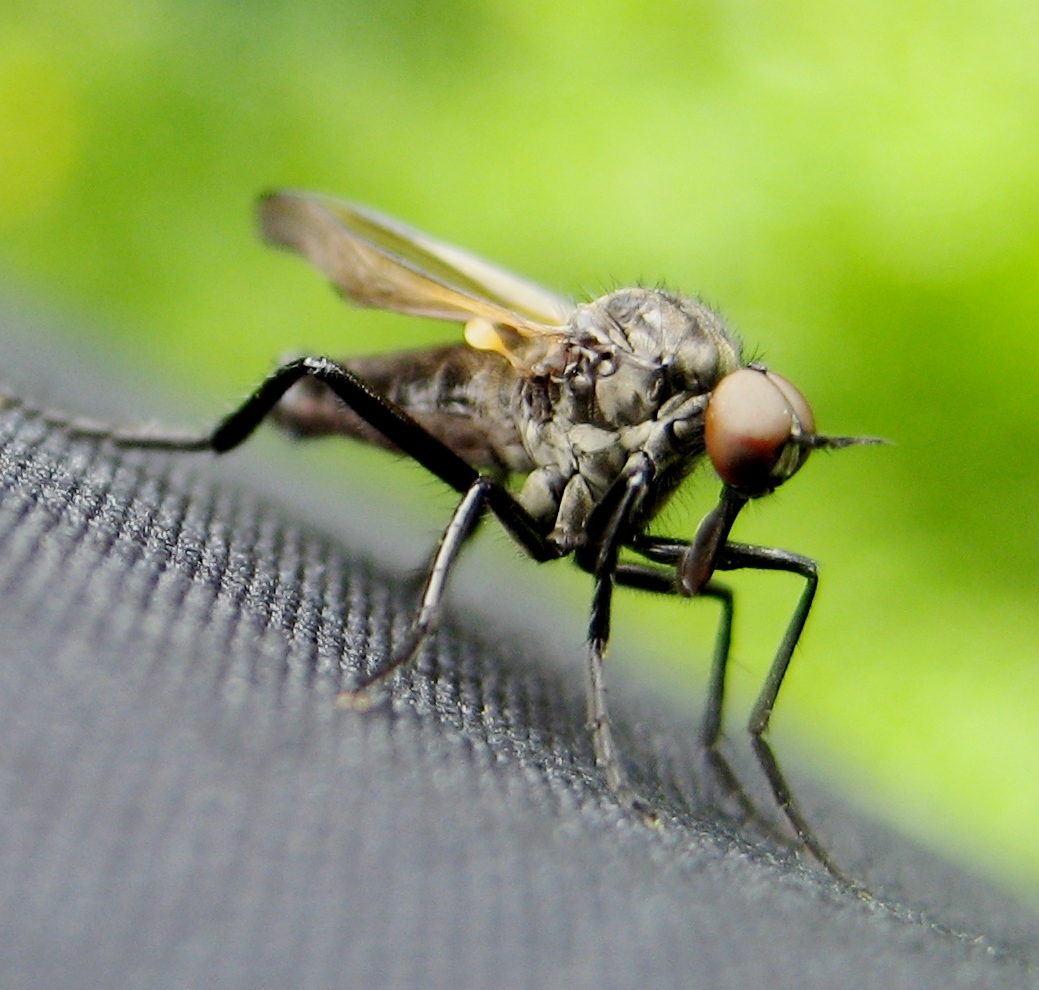